# Doliops gertrudis
Doliops gertrudis es una especie de escarabajo del género Doliops, familia Cerambycidae. Fue descrita científicamente por Hüdepohl en  1990.
Habita en Filipinas. Los machos y las hembras miden aproximadamente 12,2 mm. El período de vuelo de esta especie ocurre en los meses de abril, mayo, junio, septiembre y octubre.